# Laura Szabó
Laura Szabó (* 19. November 1997 in Budapest) ist eine ungarische Handballspielerin, die dem Kader der ungarischen Nationalmannschaft angehört.

## Karriere

### Im Verein
Das Handballspielen lernte sie bei Érd HC. 2020 wechselte sie zu Váci NKSE. Ab 2021 stand sie im Kader des MTK Budapest. Seit der Saison 2023/24 spielt sie in Deutschland für den BSV Sachsen Zwickau.

### In Auswahlmannschaften
Mit der ungarischen Juniorinnen-Nationalmannschaft nahm sie an der U20-Weltmeisterschaft 2016 teil. Am 22. März 2018 gab sie ihr Debüt für die A-Nationalmannschaft gegen die Niederlande. Mit der ungarischen A-Nationalmannschaft nahm sie an der Europameisterschaft 2018 und der Weltmeisterschaft 2019 und 2021 teil.